# Ложава
Ложа́ва — зупинний пункт Жмеринської дирекції Південно-Західної залізниці, лінія Калинівка — Старокостянтинів. Раніше це був роз'їзд, код 337510.
Тут зупиняється двічі на день дизель-поїзд «Хмельницький — Вінниця» (квиток можна купити також і в поїзді).
Розташований на території Старокостянтинівського району Хмельницької області. Найближчі села: Лажева (1 км), Баглаї (1,5 км), Ладиги (1,5 км). Увага! Біля с. Самчики введено зупинку поїзда Замчики.